# Брезово Поље Лукачко
Брезово Поље Лукачко је бивше насељено место у саставу општине Лукач, у славонској Подравини, Република Хрватска.

## Историја
До нове територијалне организације налазило се у саставу бивше велике општине Вировитица. Насеље је на попису 2001. године укинуто и припојено насељу Дуго Село Лукачко.

### Други светски рат
Из села Нетече, Зриња, Терезиног Поља, Ратинке, Дијелке, Аде, Рита и Брезовог Поља, у вировитичком срезу истерани су сви добровољци и колонисти са породицама, око 3800 душа и протерани у Србију. Становницима села Дјелке наоружане усташе су наредиле да за 5 минута напусте куће и да узму само оно што могу понети у рукама. И из других срезова протерани су добровољци колонисти а имовина им је одузета.

## Становништво
| Националност       | 1991.       | 1981.       | 1971.       | 1961.       |
| Срби               | 46 (93,87%) | 51 (77,27%) | 84 (96,55%) | 85 (95,50%) |
| Хрвати             | 1 (2,04%)   | 0           | 3 (3,44%)   | 4 (4,49%)   |
| Југословени        | 2 (4,08%)   | 15 (22,72%) | 0           | 0           |
| остали и непознато | 0           | 0           | 0           | 0           |
| Укупно             | 49          | 66          | 87          | 89          |

- напомене:

Исказује се од 1869. Исказивано под именом Брезово Поље до 1900, Лукачко Брезово од 1910. до 1931. и Брезово Поље Лукачко од 1948. До 1910. исказивано као део насеља, а од 1921. као насеље. У 1869. подаци су садржани у насељу Турановац. У 2001. припојено насељу Дуго Село Лукачко. Види напомену под Дуго Село Лукачко.